# Karvoúnis
Karvoúnis är en bergstopp i Grekland.   Den ligger i prefekturen Nomós Sámou och regionen Nordegeiska öarna, i den östra delen av landet, 280 km öster om huvudstaden Aten. Toppen på Karvoúnis är 1 160 meter över havet, eller 812 meter över den omgivande terrängen. Bredden vid basen är 15,9 km. Karvoúnis ligger på ön Samos.
Terrängen runt Karvoúnis är huvudsakligen kuperad, men åt nordväst är den bergig.Runt Karvoúnis är det ganska tätbefolkat, med 52 invånare per kvadratkilometer. Närmaste större samhälle är Néon Karlovásion, 12,6 km väster om Karvoúnis. 